# Sita Valles
Sita Maria Dias Valles (* 23. August 1951 in Cabinda, Portugiesisch-Westafrika; † vermutlich 1. August 1977 in Luanda, Angola) war eine portugiesische bzw. angolanische Kommunistin und Anführerin des portugiesischen kommunistischen Studentenverbandes. Im Zuge der Revolte des „27. Mai“ gegen die herrschende MPLA im Mai 1977 wurde Valles inhaftiert, gefoltert und anschließend ermordet.

## Leben

### Jugend
Sita Valles wurde am 23. August 1951 in der Exklave Cabinda als Tochter von Edgar Francisco da Purificação Valles und Maria Lúcia Dias Valles geboren. Sie wuchs in der Kolonialhauptstadt Luanda in einer wohlhabenden goesischen Familie auf, ihre Eltern waren als Kolonialbeamte von Portugiesisch-Indien nach Luanda versetzt worden.

### Ausbildung und politisches Engagement
Nach Abschluss ihrer Schulausbildung begann sie ein Medizinstudium an der Universität in Luanda, wo sie erstmals in Kontakt mit politischen Gruppen, vor allem Maoisten, kam. Später wechselte sie an der Universität Lissabon und trat dort 1971 der aktiven kommunistischen Szene im Untergrund bei, unter anderem auch der União dos Estudantes Comunistas. Bald stieg sie dort zu einer der prominentesten Führungsfigur (neben Zita Seabra) auf.
Während der Nelkenrevolution am 25. April 1974 befand sich Valles bei einem Kongress der Komsomol in Moskau. Aufgrund der Geschehnisse entschied sie sie in ihre Heimat Angola zurückzukehren, um dort im Sommer 1975 der anstehenden Unabhängigkeit der portugiesischen Kolonie beizuwohnen und sich politisch zu betätigen. Kaum in Angola angekommen, schloss sie sich dem dominierenden, sich selbst als kommunistisch bezeichnenden Movimento Popular de Libertação de Angola (MPLA) an. Sie galt von Anfang an dem orthoxoden, prosowjetischen Flügel der MPLA zugehörig, angeführt von Nito Alves, Innenminister und Präsident Agostinho Neto, und José Van Dunem, General der angolanischen Streitkräfte. Letzteren heiratete Valles 1977 und bekam einen Sohn mit ihm, den sie zu Ehren von Che Guevera Ernesto nannten.

### Gescheiterter Putsch im Mai 1977
Der orthodoxe Flügel – auch als „Fraccionismo“ oder „Nitistas“ nach Nito Alves bezeichnet – opponierte bereits kurz nach der Unabhängigkeit gegen den angolanischen Staatspräsidenten Agostinho Neto der MPLA. Sie forderten eine viel stärkere Bindung an die Sowjetunion, eine Stationierung nicht nur von kubanischen, sondern auch sowjetischen Truppen im Land, sowie eine stärkere Zentralisierung. Valles stand hinter diesen Positionen und vertrat diese öffentlich.
1976 suspendierte das Zentralkomitee der MPLA Alves und Van Dunem für sechs Monate, da ihnen vorgeworfen wurde, eine „zweite MPLA“ zu gründen. Alves blieb jedoch weiterhin Innenminister unter Agostinho Neto. Im Zuge einer eingesetzten Untersuchungskommission wurde später auch Valles aus der MPLA ausgeschlossen, da ihr Spionagetätigkeit für den KGB vorgeworfen wurde.
Die Gruppe um Alves begann daraufhin im Frühjahr 1977 mit den Plänen Staatspräsident Neto zu stürzen. Der Sturm des Präsidentenpalastes, des Hauptgefängnisses und mehrerer Radiostationen am 27. Mai 1977 scheiterte jedoch, trotz Unterstützung der angolanischen Armee, vorwiegend an der Unterstützung der in Luanda stationierten, kubanischen Soldaten der Fuerzas Armadas Revolucionarias. Die Gruppe um Alves wurde festgenommen, auch Valles. Ihr wurde vorgeworfen eine der Hauptköpfe hinter dem Putsch zu sein.
Die Informationen über Valles nach ihrer Inhaftierung sind sehr vage, ungenau und teils widersprüchlich. Angeblich wurde sie nur wenige Wochen später, am 1. August 1977, zunächst von den Sicherheitskräften der angolanischen Staatssicherheit DISA (Direcção de Informação e Segurança de Angola) vergewaltigt, anschließend erschossen und in eine Grube geworfen. Auch ihr Ehemann, José Van Dunem sowie der Anführer der Gruppe Nito Alves wurden exekutiert. Im Rahmen von Säuberungsaktionen in den darauffolgenden zwei Jahren sollen bis zu 20.000 interne Oppositionelle der MPLA umgebracht worden sein.
Die portugiesischen Kommunisten distanzierten sich offiziell von Sita Valles und warfen Nito Alves vor, sie instrumentalisiert zu haben. Valles Eltern erfuhren offiziell nie vom Tod ihrer Tochter und ließen sie für mehrere Jahre suchen.

### Rezeption
Bis heute gelten die Umstände um den Putsch, beziehungsweise Revolte des „27. Mai“ (Vinte e Sete de Maio), wie sie in Angola und Portugal genannt wird, als weitestgehend unklar.
Leonor Figueiredo, Journalistin und Schriftstellerin, befasste sich eingehend mit der Biographie und dem Werdegang von Sita Valles. Ihre Forschungen veröffentlichte sie in dem Buch „Sita Valles: Revolucionária, Comunista até à Morte“ (deutsch „Sita Valles: Revolutionärin, Kommunistin bis zum Tod“), das 2010 bei Alêtheia Editores erschien. Figueiredo stellt vor allem heraus wie kurz, aber doch sehr intensiv Valles kurzes Leben gewesen sei und bezeichnet sie mehrfach als „Heldin“ (Heroína). Auch betont sie in ihrem Werk, wie unbekannt die Säuberungsaktionen der MPLA von 1977 bis 1979 vor allem im Ausland waren.
José Manuel Fernandes, Kolumnist bei der portugiesischen Zeitung Público, widersprach Figueiredo und kritisierte, dass es bis heute nicht klar sei, welchen Anteil und Verantwortung Valles an der brutalen Gewalt vom 27. Mai 1977 und den Folge trage.
Figueiredos Werk erschien im Dezember 2018 in einer englischsprachigen Übersetzung unter dem Titel Sita Valles: A Revolutionary until Death beim Verlag Goa 1556, übersetzt von David Addison Smith.

## Bibliographie
- Leonor Figueiredo: Sita Valles: Revolucionária, Comunista até à Morte (1951-1977), Alêtheia Editores, Lissabon, August 2010; ISBN 978-989-622-294-9